# Cardioglossa dorsalis
Cardioglossa dorsalis es una especie de anfibios de la familia Arthroleptidae.